# یوچیلسکو
یوچیلسکو (به لاتین: Uchylsko) یک روستا در لهستان است که در Gmina Gorzyce, Silesian Voivodeship واقع شده‌است.

## خصوصیات
یوچیلسکو ۲٫۵۲ کیلومترمربع مساحت و ۳۳۸ نفر جمعیت دارد.